# Pelourinho de Idanha-a-Velha
O Pelourinho de Idanha-a-Velha localiza-se em Idanha-a-Velha, na atual freguesia de Monsanto e Idanha-a-Velha, no município de Idanha-a-Nova, distrito de Castelo Branco, em Portugal.
Encontra-se classificado como Imóvel de Interesse Público desde 1933.
Contemporâneo do foral manuelino outorgado em 1510, ergue-se no largo principal da povoação, na proximidade dos antigos Paços do Concelho e da Igreja da Misericórdia. Assente num soco circular de três degraus circulares, tem o fuste sustentado por um plinto paralelepipédico. A coluna, oitavada e decorada nos ângulos por rosetas, termina numa secção fuselada. O remate prismático ostenta nas suas faces motivos heráldicos, entre os quais as armas nacionais, a esfera armilar e a cruz de Cristo. No topo, dispõe-se um cata-vento com uma cruz.